# Cryptotis tropicalis
Cryptotis tropicalis е вид бозайник от семейство Земеровкови (Soricidae).

## Разпространение
Видът е разпространен в Белиз, Гватемала и Мексико.